# As d'Or
L'As d'Or (Asso d'Oro) o As d'Or - Jeu de l'Année (Asso d'Oro - Gioco dell'Anno) è un premio francese per giochi da tavolo assegnato durante il Festival International des Jeux (Festival internazionale dei giochi) che si svolge annualmente a Cannes, in Francia.

## I premi
Ogni anno vengono assegnati 3 premi:
- L'As d'Or - Jeu de l'Année: è il premio principale ed viene assegnato ad un gioco per famiglie accessibile al maggior numero di persone, originale sia nei suoi meccanismi che nella sua edizione;
- L'As d'Or - Jeu de l'Année Enfant: è il premio del miglior gioco per bambini;
- L'Ace d'Or - Jeu de l'Année Expert: premia un gioco più complesso, destinato a un pubblico informato che apprezza la riflessione e non esita a leggere alcune pagine di regole prima di immergersi in lunghi giochi[2].

## Evoluzione del premio
Dal 1989 al 2003 il premio, chiamato As d'Or, era diviso in diverse categorie ed era previsto un ulteriore premio speciale chiamato Super As d'Or, assegnato al gioco ritenuto migliore in assoluto; la giuria del premio era composta da giornalisti.
Nel 2004 la procedura fu modificata: vennero soppressi i vari premi minori e rimase solo il Super As d'Or, che prese il semplice nome di As d'Or; il gioco vincitore veniva scelto dalla giuria in una lista di dieci giochi nominati.
Nel 2005, i promotori dell'As d'Or (il Festival Internazionale dei Giochi di Cannes) e del Jeu de l'Année (Gioco dell'Anno), l'Association Française de Promotion et d'Evaluation des Jeux de Société (Associazione francese per la promozione e la valutazione dei Board Games), ritenendo che i loro obiettivi fossero simili, decisero di unire i loro sforzi per creare un unico premio: l'As d'Or - Jeu de l'Année.
Nel 2006 viene introdotto un altro premio, l'As d'Or - Jeu de l'année Enfant, assegnato al miglior gioco per bambini.
Negli anni 2009-2015 viene assegnato l'As d'Or Prix du Jury, mentre nel 2012 viene affiancato dal premio As d’Or Grand Prix, un premio rivolto al miglior gioco destinato ai giocatori esperti, che nel 2016 diventa As d'Or - Jeux de l'année Expert.

### Giochi candidati
A partire dal 2003, il concorso è aperto a tutti i nuovi giochi da tavolo pubblicati ogni anno sul mercato francese in lingua francese e non solo ai giochi presentati durante il Festival Internazionale dei Giochi.

## Vincitori
Albo d'oro dei giochi vincitori della categoria principale del premio.

### Super As d'Or
- 1988: Super gang, di Gérard Mathieu & Gérard Delfanti (Ludodélire)
- 1989: Abalone, di Michel Lalet & Laurent Lévi (Abalone, Hasbro)
- 1990: Tutankhamen, di Stefanie Rohner & Christian Wolf (Jumbo)
- 1992: Quarto!, di Blaise Müller (Gigamic)
- 1993: Pipeline, autore sconosciuto (Habourdin, University Games)
- 1994: Pusher, di Werner Falkhof (Peri Spiele, Theta)
- 1995: Condottière, di Dominique Ehrhard (Eurogames)
- 1996: Magic: l'Adunanza, di Richard Garfield (Wizards of the Coast, Hasbro)
- 1997: Gang of Four, di Lee Yih (Dargaud, Asmodée, Days of Wonder)
- 1998: Zatre, di Manfred Schüling (Peri Spiele, Amigo, Gigamic)
- 1999: La Route des épices, di Victor Lucas (Sentosphère)
- 2000: Kahuna, di Günter Cornett (Kosmos, Tilsit)
- 2001: Blokus, di Bernard Tavitian (Sekkoïa, Winning Moves)
- 2002: Bakari, di Virginia Charves (Tactic)

### As d'Or
- 2003: Alhambra, di Dirk Henn (Queen Games)
- 2004/2005: Ticket to Ride, di Alan R. Moon (Days of Wonder)

### As d'Or - Jeu de l'Année
- 2006: Time's Up!, di Peter Sarrett (Repos Production, Asmodée)
- 2007: Streghe Volanti, di Bruno Cathala e Serge Laget (Asmodée)
- 2008: Marrakech, di Dominique Ehrhard (Gigamic)
- 2009: Dixit, di Jean-Louis Roubira (Asmodée)
- 2010: Identik (Duplik), di Amanda Kohout & William Jacobson (Asmodée)
- 2011: Skull, di Hervé Marly (Lui-même, Asmodée Italia)
- 2012: Takenoko, di Antoine Bauza (Matagot, Asterion Press)
- 2013: Le leggende di Andor, di Michael Menzel (Iello, Giochi Uniti)
- 2014: Concept, di Alain Rivollet & Gaëtan Beaujannot (Repos Production, Asterion Press)
- 2015: Colt Express, di Christophe Raimbault (Ludonaute, Asterion Press)
- 2016: Mysterium, di Oleg Sidorenko & Oleksandr Nevskiy (Libellud, Asmodée Italia)
- 2017: Unlock!, di Cyril Demaegd, Thomas Cauët e Alice Carroll (Space Cowboys)
- 2018: Azul, di Michael Kiesling (Plan B Games)
- 2019: The Mind, di Wolfgang Warsch, (Blue Orange, dV Giochi)
- 2020: Orifiamma, di Adrien Hesling e Axel Hesling (Studio H, MS Edizioni)
- 2021: MicroMacro: Crime City, di Johannes Sich (Edition Spielwiese, MS Edizioni)

### As d'Or Prix du Jury
- 2009: Agricola, di Uwe Rosenberg (Ystari Games)
- 2010: Small World, di Philippe Keyaerts (Days of Wonder, Giochi Uniti)
- 2011: 7 Wonders, di Antoine Bauza (Repos Production, Asterion Press)
- 2012: Sherlock Holmes consulente investigativo, di Gary Grady, Suzanne Goldberg e Raymond Edwards (Ystari Games, Asterion Press)
- 2013: Star Wars: X-Wing gioco di miniature, di Jason Little (Edge, Giochi Uniti)
- 2014: I costruttori del Medioevo, di Frédéric Henry (Bombyx, Asterion Press)
- 2015: Loony Quest, di Laurent Escoffier e David Franck (Libellud)

### As d’Or Grand Prix (As d'Or - Jeux de l'année Expert)
È il premio destinato ai giochi per esperti. Dal 2012 al 2015 il premio è denominato As d’Or Grand Prix, mentre dal 2016 si chiama As d'Or - Jeux de l'année Expert.
- 2012: Olympos, di Philippe Keyaerts (Ystari Games)
- 2013: Myrmes, di Yoann Levet (Ystari Games)
- 2014: Bruxelles 1893, di Étienne Espreman (Pearl Games)
- 2015: Five Tribes, di Bruno Cathala (Days of Wonder)
- 2016: Pandemic Legacy, di Matt Leacock e Rob Daviau (Z-Man Games, Asmodée Italia)
- 2017: Scythe, di Jamey Stegmaier (Stonemaier Games)
- 2018: Terraforming Mars, di Jacob Fryxelius (FryxGames, Ghenos Games)
- 2019: Detective: sulla scena del crimine, di Przemysław Rymer, Ignacy Trzewiczek, Jakub Łapot (Iello, Pendragon Game studio)
- 2020: Res Arcana, di Thomas Lehmann (Sand Castle Games, Asmodée Italia)
- 2021: The Crew: Alla Scoperta del Pianeta Nove, di Thomas Sing (Kosmos, Giochi Uniti)

### As d'Or - Jeu de l'année Enfant
Premio assegnato al miglior gioco per bambini.
- 2006: Splash attack, di Thierry Chapeau (Gigamic)
- 2007: La notte dei maghi (Nacht der Magier), di Jens-Peter Schliemann e Kirsten Becker (Drei Magier Spiele)
- 2008: Cavalieri del castello (Burg-Ritter), di Christian Tiggemann (HABA)
- 2009: Burg Appenzell (Chateau Roquefort), di Jens-Peter Schliemann e Bernhard Weber (Zoch Verlag)
- 2010: Nicht zu fassen, di Fréderic Moyersoen (Zoch Verlag)
- 2011: Kraken-Alarm, di Oliver Igelhaut (Kosmos)
- 2012: Giganano (Zwerg Riese), di Marco Teubner (HABA)
- 2013: Mausgetrixt, di Karim Helting (Ravensburger)
- 2014: Riff Raff, di Christophe Cantzler (Zoch Verlag)
- 2015: Gigamon, di Karim Aouidad, Johann Roussel (Blue Orange, Red Glove)
- 2016: Ausgefuchste Meisterdiebe, di Frédéric Vuagnat (Heidelberger Spieleverlag)
- 2017: Il cuculo cerca nido (Zum Kuckuck!), di  Josep M. Allué, Víktor Bautista i Roca (HABA)
- 2018: Furbi come volpi!, di  Shanon Lyon, Marisa Pena, Colt Tipton-Johnson (Gamewright, CreativaMente)
- 2019: Where's Mr. Wolf?, di  Marie Fort, Wilfried Fort (Blue Orange)
- 2020: Acchiappasogni, di Laurent Escoffier, David Franck (Space Cow, Asmodee)
- 2021: Dragomino, di Bruno Cathala, Marie Fort, Wilfried Fort (Blue Orange)